# 시즌 라오
시즌 라오(劉善恆, 1987년 ~ )는 마카오출신의, 일본을 거점으로 활동하는 현대미술가.
마카오 폴리테크닉 대학 졸업, 교토 거점. 2009년 영상 작품이 반향을 부르고, 철거 예정이던 생가를 포함한 역사적 건물군이 재평가·유지되었던 사건이 예술 활동의 계기가 되었다. 2010년부터 10년간 홋카이도를 거점으로, 자연 현상의 '허실상생'(虛實相生)에서 착상을 얻어, '연기'(縁起)를 통찰하며, 눈, 안개로부터 생기는 여백(餘白)을 소재로 한 평면 작품을 국내외에서 발표했다. 2020년부터는 교토에 자리 잡고, 코비드 시기에는 정토사원(浄土寺院) 등에서 '용중률'(容中律)을 구현한, 인간과 물상 사이에 있는 주체/객체, 외부성/내면성의 경계를 초월하는 설치미술을 전개했다. 2023년 프랑스 3대 동양미술관 중 하나인 '니스 아시아 미술관’의 개관 25주년을 맞아 개인전을 개최했다.
공개 컬렉션:
마카오 예술 박물관, 니스 아시아 미술관, 체르누스키 미술관(파리) , 치시마 재단(Chishima Foundation for Creative Osaka ) , 더 리츠 칼튼 후쿠오카 (The Ritz-Carlton Fukuoka), 세츠 니세코(Setsu Niseko) , 아야 니세코 (Aya Niseko) , 닛포니아 미노 쇼카마치 (Nipponia Mino Shokamachi) 등.

## 저서
- Adrien Bossard. Season Lao Une pièce vide devient blanche pour l'illumination. Musée départemental des arts asiatiques à Nice, 2023. ISBN 9784865283815
- Roberto Borghi, Andrea Giordano, Michele Pierpaoli. L'uomo e il paesaggio. Carlo Pozzoni Fotoeditore, 2015. ISBN 9788890963353
- Season Lao. Pateo do Mungo. Associacao Promotora para as Industrias Criativas na Freguesia de Aso Lazaro, 2010. ISBN 9799993771905